# 우창 (고려 관청)
고려 시대 지방에서 거둔 세곡을 조창에 모았다가 조운을 통해 개경으로 이동했는데, 이때 개경의 좌창과 우창을 두었다. 좌창은 관리 녹봉으로 우창은 행사. 궁궐 건축 비용으로 지급하였다.